# Istočna Afrika
██ Istočna Afrika (UN-ova subregija)
██ Istočnoafrička zajednica
██ Srednjoafrička federacija (više ne postoji)
██ geografski, uključujući gornje
Istočna Afrika je najistočnija regija afričkog kontinenta koja se različito definira u geografiji ili geopolitici. Prema UN-ovoj shemi geografskih regija Istočnu Afriku čini sljedećih 19 teritorija:
- Kenija, Tanzanija i Uganda – također članice Istočnoafričke zajednice (EAC)
- Džibuti, Eritreja, Etiopija i Somalija – često se označuju kao Afrički rog
- Mozambik i Madagaskar – ponekad se smatraju dijelom Južne Afrike
- Malavi, Zambija i Zimbabve – ponekad se uključuju u Južnu Afriku i bivšu Srednjoafričku federaciju
- Burundi i Ruanda – ponekad se smatraju dijelom Srednje Afrike
- Komori, Mauricijus i Sejšeli – male otočne države u Indijskom oceanu
- Réunion i Mayotte – Francuski prekomorski teritoriji u Indijskom oceanu

Egipat i Sudan se ponekad, geografski, ubrajaju u ovu regiju.

## Geografija
Neki dijelovi Istočne Afrike pomlađeni su koncentracijama divljih životinja poput "velike petorke", tj. slona, lava, zebre, žirafe i nosoroga, čije su populacije tijekom nedavnih vremena opadale zbog povećanog stresa, posebice populacije nosoroga i slonova.
Geografija Istočne Afrike često je iznenađujuća i slikovita. Oblikovana silama globalne tektonike ploča koje su stvorile Veliku rasjednu dolinu, Istočna Afrika je nalazište dva najviša vrha u Africi, Kilimandžara i Mount Kenije.
Jedinstvena geografija i očigledna održivost za poljodjelstvo učinile su Istočnu Afriku metom europskih istraživanja, eksploatacije i kolonizacije u devetnaestom stoljeću. Danas je turizam važan dio ekonomija Kenije, Tanzanije i Ugande.

## Povijest

### Razdoblje europskog imperijalizma
Istočna Afrika je tijekom 19. i početkom 20. stoljeća postala kazalište natjecanja između glavnih europskih imperijalističkih nacija toga vremena. Tijekom perioda Utrke za Afriku gotovo svaka je zemlja, koja se nalazila u današnjoj istočnoafričkoj regiji, postala dio europskog kolonijalnog carstva.
Portugal je bio prvi među europskim državama koji je uspostavio snažnu prisutnost u južnom Mozambiku, dok su se njegovi posjedi tijekom ovog perioda ubrzano povećavali uključujući dijelove današnjeg sjevernog Mozambika. Portugalci su se napokon na jezeru Malavi susreli s nedavno stvorenim Britanskim Protektoratom Nyasaland (današnji Malavi), koji je okruživao istoimeno jezero s tri strane, dopustivši Portugalcima nadzor istočne obale jezera.
Britansko Carstvo je zakoračilo na najbogatije i najobećavajuće zemlje u regiji zadobivši današnju Ugandu i Keniju. Ti su protektorati bili smješteni u bogatom poljoprivrednom području većinom pogodnom za obrađivanje gotovinskih usjeva poput kave i čaja, jednako kao i za stočarstvo, tj. goveda i koze od kojih su se dobivali proizvodi (kozetina, govedina i mlijeko). To je područje imalo potencijal za značajno rezidencijalno širenje, pa je pogodovalo premještaju britanskih državljana u regiju. Svladavanje klimatskih uvjeta i regionalne geomorfologije omogućilo je uspostavu naselja s bujnim europskim stilom poput Nairobija i Entebbea.
Francuzi su naselili najveći otok Indijskog oceana (i 4. na svijetu) Madagaskar uz grupu manjih obližnjih otoka Reuniona i Komora. Madagaskar, koji je do tada bio pod britanskim nadzorom, ustupljen je Francuskom Carstvu u zamjenu za otok Zanzibar, koji je bio važno središte trgovine začinima, a nalazio se blizu obale Tanganjike. Britanci su jednako držali brojne otočne kolonije u regiji poput prostranog arhipelaga Sejšeli i poljoprivredom bogatog Mauricijusa, koji su prethodno bili pod francuskom suverenošću.
Njemačko Carstvo je zadobilo kontrolu nad velikim područjem koje je nazvano Njemačka Istočna Afrika. Ona je obuhvaćala današnju Ruandu, Burundi i kopneni dio Tanzanije nazvan Tanganjika. Godine 1922. Britanci su dobili mandat Lige naroda nad Tanganjikom nakon čega su je pripojili svojem otočnom posjedu Zanzibaru, te stvorili novu koloniju Tanzaniju. Iako je Njemačka Istočna Afrika bila vrlo prostrana, ona nije imala stratešku važnost kao britanske krunske kolonije na sjeveru. Naseljavanje tih zemalja bilo je otežano i stoga ograničeno uglavnom zbog klimatskih uvjeta i lokalne geomorfologije.
Južne tri četvrtine Somalije postale su talijanski protektorat (Talijanski Somaliland), dok je uzak obalni pojas sjeverne Somalije ostao pod britanskim nadzorom (Britanski Somaliland). Sjeverna obala nalazila se upravo suprotno od britanske kolonije Aden na Arapskom polutoku. One su zajedno služile kao čuvari morskog puta koji je vodio do Britanskog radža. Francuzi su također imali svoju vlastitu ispostavu na putu do Indokine, maleni protektorat Džibuti, koji se također nazivao Francuskim Somalilandom.
Kupovinom malenog lučkog grada (Assab) od lokalnog sultana u Eritreji, Talijani su ugrozili dotadašnju nezavisnost ortodoksnog carstva Etiopije. Odande su mogli kolonizirati Eritreju, dok je Etiopija ostala nezavisna (iako se nalazila pod okupacijom Italije od 1936-1941 tijekom Drugog svjetskog rata).

## Gospodarstvo
Bazen Viktorijina jezera i plodna vulkanska tla kenijskih, tanzanijskih i ugandskih visoravni omogućuju uzgoj kultura koje su okosnica prehrane stanovništva i izvoza, poput kave, čaja, pamuka, šećerne trske i raznog visoko kvalitetnog povrća. Na mjestima s vrlo neujednačenim količinama oborina potrebnih za ratarstvo prevladavaju pašnjaci. U najšušnijim predjelima uobičajene su deve: drugdje se uzgajaju velika stada goveda, ovaca i koza. Najezda ce-ce muha ograničava naseljavanje ljudi i poljoprivredu u većem djelu ovog područja. 
Većina izvoza s ovog područja sastoji se od sirovina i poluprerađevina. One uključuju pamuk, šećer, čaj, sisal i kavu. Brze rijeke u gorju bogate su hidroenergijom, velikim potencijalom za proizvodnju električne energije budućnosti. Zbog privlačnosti kenijskih krajolika, turizam je postao temeljnim dijelom gospodarstva te zemlje. Kenija je razvila i vrlo razgranatu industrijsku osnovu.

## Politika
Budući da je u zadnje vrijeme većina vlada neliberalna i korumpirana, nekoliko se zemalja raspuklo zbog političkih pučeva i etničkog naselja. Od završetka kolonijalizma regija je pretrpila:
- Etiopski građanski rat (Etiopska narodna revolucionarna demokratska fronta protiv Derga)
- Ogadenski rat
- Drugi sudanski građanski rat
- Somalski građanski rat
- Burundijski građanski rat
- Buntovnost Vojske Gospodnjeg otpora u Ugandi
- Napadi na američko veleposlanstvo u Nairobiju i Dar es Salaamu 1998.
- Eritrejsko-etiopski rat

Kenija, Tanzanija i Uganda su uživale u relativno stabilnim vladama. Regija Awdal u Somaliji također je proživjela relativno blagostanje.

## Poveznice
- Afrički rog
- Britanska Istočna Afrika

## Vanjske poveznice
Sestrinski projekti
|  | Zajednički poslužitelj ima još gradiva o temi Istočna Afrika |